# Портсигар

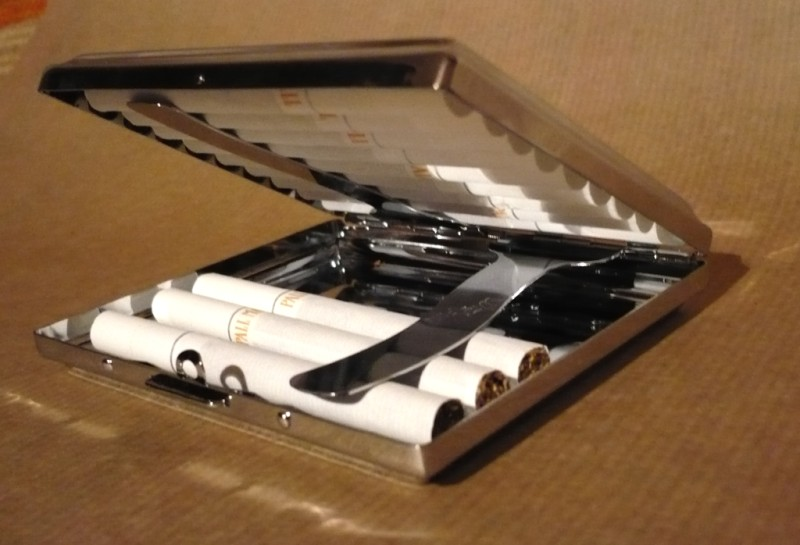

Портцига́р (фр. porte-cigares — «неси-сигари»), цигарниця, папіросниця — кишенькова плоска коробочка для зберігання сигарет, цигарок, сигар тощо. Ці вироби набули популярності у Європі 18 століття, щоб не бачити химерних фотографій на пачках цигарок. Наявність портсигара свідчила про матеріальний добробут його власника. Портсигари часто виготовляли з благородних металів та прикрашали гравіюванням, монограмами, дорогоцінним камінням. Карл Фаберже виготовляв з них справжні ювелірні вироби для російської імператорської фамілії, повідомляється, що вартість деяких з них доходить до 25 000 доларів США.